# Twinka Thiebaud
Twinka Thiebaud (Los Angeles, 9 december 1945) is een Amerikaans model.

## Biografie
Thiebaud werd geboren in 1945 als dochter van schilder Wayne Thiebaud. In de jaren 70 werd Thiebaud bekend als model. Haar naaktfoto met fotografe Imogen Cunningham, genomen door Judy Dater, werd wereldberoemd na zijn publicatie in het tijdschrift Life. Als jong meisje woonde Thiebaud samen met de veel oudere Henry Miller. Als model werkte ze samen met onder meer Mary Ellen Mark en Arnold Newman.
- Gemeinsame Normdatei: 1268401234
- International Standard Name Identifier: 0000 0000 8321 1620
- Library of Congress Control Number: n80135157
- Bibliotheek van het Japanse parlement: 01025098
- Virtual International Authority File: 115297106
- WorldCat: E39PBJtRHGDv8G6fm86RwfryVC